# Luis Gómez de Sandoval y Enríquez
Luis Gómez de Sandoval y Enriquez (-1570) fue un noble y cortesano español, abuelo de Francisco de Sandoval, I duque de Lerma que sería valido de Felipe III. 

## Biografía
Fueron sus padres el cortesano y militar Bernardo de Sandoval y Rojas, II marqués de Denia (conocido también como el “galán de Fuenterrabía") y su esposa Francisca Enríquez, prima hermana de Fernando el Católico. Luis tuvo 10 hermanos:
- Enrique de Sandoval, caballero de la Orden de Santiago y comendador de Caravaca en esa orden. Casó con Isabel de Quiñones, con descendencia.
- Diego de Sandoval, caballero de la Orden de Alcántara, casado con Inés de Vivero, con descendencia. Tras quedar viudo tomó la carrera eclesiástico y llegó a ser deán la catedral de Jaén.
- Hernando de Rojas y Sandoval (-1567), caballero de la Orden de Calatrava y comendador de Almodóvar del campo en esa orden. Contrajo matrimonio con María Chacón, con descendencia.
- Pedro de Rojas.
- Ana Enríquez de Rojas,[1] comprometida con Luis Fernández de Córdoba y Pacheco, II marqués de Comares. Renunció a este matrimonio, tomó el hábito de religiosa y sirvió a la reina Juana I de Castilla.
- Isabel de Rojas, monja cisterciense que llegó a ser abadesa del convento de Belén en Valladolid y del de Jesús en Salamanca.
- María de Luna y Rojas, casada con Juan Fernández Manrique de Lara y Pimentel, III marqués de Aguilar; sin descendencia.
- Magdalena de Sandoval, casada con Alvaro Gómez Manrique de Mendoza, IV conde de Castrojeriz y gobernador de Galicia.[2]
- Francisca de Rojas, monja cisterciense en el monasterio de las Huelgas de Burgos y después en el convento de Belén en Valladolid
- Juana Manrique, muerta en su primera juventud.

Además tuvo un medio hermano, Cristóbal de Rojas y Sandoval, fruto de la relación ilegítima de su padre con Dominga Alcega. Cristóbal llegaría a ser arzobispo de Sevilla.
El padre de Luis sirvió a la reina Juana I de Castilla, en tiempos en que reinaba también su hijo Carlos I. Bernardo era mayordomo mayor de la reina Juana en su encierro en Tordesillas. El propio Luis acabaría sucediendo a su padre en este cargo que ejerció hasta la muerte de doña Juana en 1555.
Contrajo matrimonio con Catalina de Zúñiga, hija de Francisco de Zúñiga Avellaneda y Velasco, III conde de Miranda, mayordomo de la emperatriz Isabel; y de su mujer Teresa Enríquez.
Murió en 1570 en Córdoba, estando en casa de su hermano Cristóbal de Rojas entonces obispo de Córdoba. Luis sería enterrado en la capilla mayor del Monasterio de Santa María de Trianos, que estaba bajo patronazgo de su casa.
Fue sucedido en sus títulos y estados por su hijo primogénito Francisco.

## Matrimonio y descendencia
De su matrimonio con Catalina de Zúñiga tuvo los siguientes hijos:
- Bernardo de Sandoval, III conde de Lerma, muerto antes que su padre. Se desposó con Francisca de la Cueva, hija de Beltrán II de la Cueva y Álvarez de Toledo, III duque de Alburquerque.[3] Fue enterrado en el convento de Nuestra Señora de Belén en Valladolid.
- Francisco de Sandoval, sucesor de su padre.
- Luis de Sandoval, muerto soltero y sin sucesión.
- Francisca de Rojas casada con Antonio Manrique (-1571), V conde de Paredes, sin descendencia. Francisca fue después camarera mayor de la infanta Isabel Clara Eugenia.

## Títulos, órdenes y empleos

### Títulos
- III marqués de Denia.
- II conde de Lerma.

### Órdenes
- Orden de Santiago
  - Comendador de Paracuellos.
  - Caballero.

### Cargos
- Mayordomo mayor de la reina Juana I de Castilla (1536-1545).
- Gentilhombre de cámara del Rey.
- Alcaide del palacio real de Tordesillas.[4]